# Partido Comunista de Taiwán
El Partido Comunista de Taiwán (en chino tradicional, 臺灣共產黨; en japonés: 台湾共產党) fue una organización revolucionaria activa en el Taiwán gobernado por Japón. Al igual que el Partido Popular de Taiwán contemporáneo, su existencia fue corta, solo tres años, pero su política y actividades influyeron en la configuración de la empresa anticolonial de Taiwán.

## Comienzo
El partido se formó oficialmente el 15 de abril de 1928 en la Concesión Francesa de Shanghái . Su planificación se remonta a 1925, cuando estudiantes taiwaneses formados en Moscú comenzaron a ponerse en contacto con personas de ideas afines en China y Japón. A fines de 1927, el Komintern había dado instrucciones a los comunistas japoneses, que se habían organizado desde 1922, para redactar cartas políticas y organizativas (綱領) para un "Partido Comunista Japonés, Rama Nacional de Taiwán". Siguiendo el borrador, Lin Mu-shun y Hsieh Hsueh-hung se reunieron en secreto en Shanghái con otras siete personas, tres de las cuales representaban a los partidos comunistas chino, coreano y japonés, respectivamente, para formar la naciente organización. La primera sede del TCP se ubicó en la Concesión Francesa de Shanghái.
En 1931, el Komintern elevó el estatus del grupo de rama del partido al de un partido de pleno derecho, que respondía directamente ante él.

## Organización e ideología
La carta de 1928 sometió la organización de los comunistas taiwaneses al partido japonés. Políticamente, el partido describió la "nación taiwanesa" (臺灣民族) como descendientes del ejército de Koxinga y colonos posteriores del sureste de China. Tanto Koxinga como otros gobernantes manchúes establecieron un sistema feudal que, en su opinión, comenzó a desintegrarse con la introducción del capital occidental del siglo XIX en la isla.
La República de Formosa representó un movimiento revolucionario de terratenientes feudales, comerciantes y patriotas radicales, pero estaba condenado al fracaso dada la inmadurez de la clase capitalista nativa. Vio que el capitalismo de Taiwán dependía totalmente de su contraparte japonesa.
La revolución proletaria estaría impulsada por la contradicción entre el capital japonés dominante y el capital nativo (y poco desarrollado) y elementos feudales rurales. El objetivo del partido era unir a los trabajadores y los campesinos. Con ese objetivo, el partido usaría la Asociación Cultural de Taiwán, de tendencia izquierdista, como plataforma y fachada legal, y expondría las "mentiras" del Partido Popular de Taiwán, que se había estado moviendo hacia la izquierda bajo el liderazgo de Chiang Wei-shui.
Aunque a los comunistas japoneses se les había encomendado la tarea de guiar a la rama taiwanesa, la represión masiva en Japón propiamente dicha, a partir de 1928, dejó a los taiwaneses a la deriva. Algunos estudiantes de izquierda también se vieron obligados a regresar a Taiwán. El liderazgo recayó en Hsieh Hsueh-hung para reorganizarse a la luz de ese desarrollo.

## Actividades
El partido buscó organizar a los trabajadores en industrias clave aún no organizadas, incluidos los sectores de transporte y minería en el norte de Taiwán. Los cuadros del partido fueron enviados a trabajar para difundir la propaganda en los ranchos madereros de Yilan y las minas de Chilung, con un éxito desigual. En Taipéi, el partido encabezó una huelga fallida de los trabajadores de la imprenta. En el sur de la isla, los cuadros provocaron una huelga de trabajadores ferroviarios en Kaohsiung. En general, sin embargo, el TCP no fue ni tan activo ni tan exitoso como la Alianza de Trabajadores de Taiwán, que estaba afiliada al Partido Popular de Taiwán.
El partido tuvo más éxito organizando a los campesinos. Anteriormente, un movimiento de agricultores de abajo hacia arriba se había extendido rápidamente en 1925, lo que llevó a la creación de la Unión de Campesinos de Taiwán en toda la isla. El TCP pudo cultivar su facción dentro de la Unión y, a fines de 1928, la Unión había declarado abiertamente su apoyo a los comunistas. En ese momento, la Gran Depresión de 1930 fue vista por muchos comunistas en todo el mundo como una señal de que la revolución proletaria estaba a punto de estallar. Los esfuerzos de guerra de Japón en China también se habían estancado. En 1931, la Unión de Campesinos dirigida por TCP estaba entrenando en secreto a los agricultores (muchos de la etnia Hakka) en preparación para la lucha armada para formar un soviet, uno que algunos creían que pronto obtendría el apoyo del Partido Comunista Chino. Una filtración permitió a las autoridades liquidar a un grupo clave, frenando ese plan.
Desde sus inicios, el TCP tenía planes de infiltrarse en la Asociación Cultural, que ya era de izquierda, después de que un grupo de líderes moderados y conservadores se fuera en 1927. Era una plataforma conveniente que podía servir como fachada legal. El tercer congreso (1929) vio a los comunistas lograr elegir varios cuadros para el comité central de la Asociación. Procedieron a purgar el liderazgo de los conservadores restantes y los izquierdistas que no son del TCP, particularmente Lien Wenqing.
Entre 1931 y 1933, las autoridades arrestaron a 107 miembros del TCP, quienes fueron condenados a penas de prisión de hasta 15 años. Unos pocos murieron en prisión.

## Faccionalismo
Inicialmente, el partido había estado bajo la influencia del teórico japonés Yamakawa Hitoshi, quien abogó por unir a los trabajadores, campesinos y la pequeña burguesía para formar un partido de masas. El Komintern también favoreció inicialmente a los comunistas que se unían con las "fuerzas burguesas" para librar una guerra antiimperialista de liberación nacional. La carta del TCP de 1931, sin embargo, reflejaba una nueva evaluación que restaba importancia al potencial revolucionario de la burguesía. La lucha de clases iba a ser la prioridad. Hsieh, el líder hasta entonces, se opuso al nuevo giro. Ella y sus seguidores se vieron obligados a abandonar el partido.

## Posterior a la Segunda Guerra Mundial
No hay evidencia de que los miembros sobrevivientes del partido lograran reconstituir el TCP después de la rendición de Japón a las Fuerzas Aliadas. Sin embargo, durante los dos años entre 1945 y las secuelas del Incidente del 28 de febrero, algunos miembros anteriores individuales (sobre todo Hsieh Hsueh-hung) participaron en la acción antigubernamental. La represión del Kuomintang llevó a una parte de ellos a huir a China continental, donde se fusionaron con las filas del Partido Comunista Chino (PCCh). Algunos de los sobrevivientes huyeron a la Hong Kong ocupada por los británicos y formaron la Liga de Autogobierno Democrático de Taiwán en noviembre de 1947. Las actividades comunistas después de la "retrocesión" nacionalista de 1949 a Taiwán fueron dirigidas bajo los auspicios del Partido Comunista Chino. El Partido Laborista se formó en 1989 y proclama tener vínculos históricos con el Partido Comunista de Taiwán.

## Intentos de reactivación recientes
Después del levantamiento de la ley marcial en 1987, se han hecho intentos para restablecer un partido legal del mismo nombre. Sin embargo, las solicitudes al Ministerio del Interior de la República de China fueron rechazadas con el argumento de que el artículo 2 de la Ley de organizaciones cívicas prohíbe que las organizaciones y actividades cívicas promuevan el comunismo. Más tarde, se fundó el Partido Laborista en 1989, que se ve a sí mismo como el sucesor ideológico del Partido Comunista de Taiwán.
El 20 de julio de 2008 se fundó el Partido Comunista de Taiwán, el mismo día en que el Tribunal Constitucional de Taiwán declaró inconstitucional la prohibición del comunismo.
Al año siguiente, se fundaron otros dos partidos. El 31 de marzo de 2009, se fundó el Partido Comunista de la República de China y, ese mismo año, se fundó el Partido Comunista Democrático de Taiwán.
El PCCh no ha mostrado interés reciente en promover el comunismo en Taiwán y, a partir de 2005, la mayoría de sus esfuerzos están dirigidos a promover el nacionalismo chino en la república de China, lo que ha llevado a relaciones cada vez más cálidas con la Coalición Pan-Azul. Aun así, en 2000, Dai Chung, un residente taiwanés, se autoproclamó una "rama de la provincia de Taiwán" del PCCh sin solicitar el estatus oficial como partido político y sin ningún apoyo o interés del PCCh.